# Niilo Wälläri
Niilo Frans Wälläri, född 6 juli 1897 i Lundo, död 25 augusti 1967 i Helsingfors, var en finländsk fackföreningsledare. 
Wälläri, som ursprungligen arbetade som sjöman, blev senare syndikalistagitator i USA, men utvisades 1919. Han var under 1920-talet verksam inom Finlands socialistiska arbetarparti, för vilket han var ordförande 1922–1923, en verksamhet för vilken han hölls fängslad i 3,5 år. Han var därefter verksam inom Finlands sjömansunion, i vilket han var sekreterare 1932–1938 och därefter ordförande. 
Under efterkrigstiden blev Wälläri en centralfigur inom finländsk fackföreningsrörelse. Han införde bland annat 1945 det så kallade closed shop-systemet i handelsflottan och genomdrev därigenom 100-procentig fackanslutning bland sjöfolket. Han bedrev också en outtröttlig och framgångsrik kamp, både mot arbetsgivarna och statsmakten, för att förbättra sjömännens villkor. Han utgav bland annat memoarer, Antoisia vuosia (1967).